# Stenobermuda mergens
Stenobermuda mergens is een pissebed uit de familie Stenetriidae. De wetenschappelijke naam van de soort is voor het eerst geldig gepubliceerd in 1999 door Lazar Botosaneanu & Thomas M. Iliffe.